# Werner Müller (Historiker)
Werner Müller (* 16. Oktober 1946 in Gladbeck) ist ein deutscher Historiker und Professor a. D. an der Universität Rostock.

## Leben
Nach dem Abitur 1966 folgte 1966–1976 das Studium der Politischen Wissenschaft, der Zeitgeschichte, des Öffentlichen Rechts und der Philosophie an der Universität Bonn. 1976 wurde er bei Karl Dietrich Bracher promoviert. Von 1977 bis 1991 war er wissenschaftlicher Projektmitarbeiter, Lehrstuhlassistent, Hochschulassistent und Lehrstuhlvertreter an der Universität Mannheim. 1986 erfolgte die Habilitation. 1992–1995 vertrat er Lehrstühle oder hatte Lehraufträge an den Universitäten Halle-Wittenberg, Bielefeld, Essen und Rostock. Nach der Ernennung 1993 zum außerplanmäßigen Professor an der Universität Mannheim wurde er 1995 Professor (C3) für Geschichte der Neuesten Zeit/Zeitgeschichte mit dem Schwerpunkt der Zeit nach 1945 in Rostock. 2012 trat er in den Ruhestand.
Die Schwerpunkte liegen auf der Geschichte der Arbeiter- und Gewerkschaftsbewegung sowie der DDR-Geschichte. Müller ist Schüler von Hermann Weber.

## Schriften (Auswahl)
- Die KPD und die „Einheit der Arbeiterklasse“. Campus, Frankfurt am Main 1979, ISBN 3-593-32400-8 (zugleich: Bonn, Univ., Diss., 1976).
- Lohnkampf, Massenstreik, Sowjetmacht. Ziele und Grenzen der Revolutionären Gewerkschafts-Opposition (RGO) in Deutschland, 1928 bis 1933. Vorwort Hermann Weber. Bund, Köln 1988, ISBN 3-7663-3063-2 (zugleich: Mannheim, Univ., Habil.-Schr., 1986).
- Die DDR. Entwicklungslinien und Strukturen eines untergegangenen Staates. In: Peter März (Koordination): Die zweite gesamtdeutsche Demokratie. Fragen und Fundamente. Ereignisse und Entwicklungslinien; Bilanzierungen und Perspektiven (= Fragen und Fundamente, 1, ZDB-ID 2093957-7 = Bayerische Landeszentrale für Politische Bildungsarbeit. Reihe D: Zur Diskussion gestellt, 59). Bayerische Landeszentrale für Politische Bildungsarbeit, München 2001, S. 77–103.
- Die Geschichte der SPD in Mecklenburg und Vorpommern. Dietz, Bonn 2002, ISBN 3-8012-0329-8.